# Mike Comrie
Michael William Comrie (né le 11 septembre 1980 à Edmonton en Alberta au Canada) est un joueur professionnel canadien de hockey sur glace. Il évoluait au poste de centre.

## Biographie
Sa mère meurt en 1990 d'un cancer du sein.[réf. nécessaire] Il est le frère des joueurs de hockey professionnels Paul Comrie et Eric Comrie. Il est le fils du fondateur de la chaîne de magasins canadiens « The Brick ».
Il est choisi lors du repêchage d'entrée dans la Ligue nationale de hockey en 1999 par les Oilers d'Edmonton lors de la troisième ronde. Il joue dans la Ligue nationale de hockey depuis 2000 pour différentes équipes : les Oilers d'Edmonton, les Flyers de Philadelphie, les Coyotes de Phoenix, les Sénateurs d'Ottawa et les Islanders de New York. Le 3 septembre 2010, il signe en tant qu'agent libre avec les Penguins de Pittsburgh.
Le 19 février 2010, il se fiance avec l'actrice et chanteuse pop rock américaine Hilary Duff après trois ans de relation. Le 14 août 2010, il l'épouse à Santa Barbara. Le 14 août 2011, pour leur première année de mariage, elle annonce qu'elle est enceinte de leur premier enfant. Le 20 mars 2012, il devient papa d'un petit garçon prénommé Luca Cruz.
Après avoir subi une troisième opération à la hanche en cinq ans, il annonce le 13 février 2012 qu'il met fin à sa carrière. En janvier 2014, lui et sa femme Hilary Duff annoncent leur séparation.
Il a représenté le Canada lors des compétitions internationales.

## Statistiques

### En club
| Saison     | Équipe                 | Ligue      |     | Saison régulière | Saison régulière | Saison régulière | Saison régulière | Saison régulière |   | Séries éliminatoires | Séries éliminatoires | Séries éliminatoires | Séries éliminatoires | Séries éliminatoires |
| Saison     | Équipe                 | Ligue      | PJ  | B                | A                | Pts              | Pun              | PJ               | B | A                    | Pts                  | Pun                  |                      |                      |
| 1998-1999  | Wolverines du Michigan | NCAA       | 42  | 19               | 25               | 44               | 38               | -                | - | -                    | -                    | -                    |                      |                      |
| 1999-2000  | Wolverines du Michigan | NCAA       | 40  | 24               | 35               | 59               | 95               | -                | - | -                    | -                    | -                    |                      |                      |
| 2000-2001  | Ice de Kootenay        | LHOu       | 37  | 39               | 40               | 79               | 79               | -                | - | -                    | -                    | -                    |                      |                      |
| 2000-2001  | Oilers d'Edmonton      | LNH        | 41  | 8                | 14               | 22               | 14               | 6                | 1 | 2                    | 3                    | 0                    |                      |                      |
| 2001-2002  | Oilers d'Edmonton      | LNH        | 82  | 33               | 27               | 60               | 45               | -                | - | -                    | -                    | -                    |                      |                      |
| 2002-2003  | Oilers d'Edmonton      | LNH        | 69  | 20               | 31               | 51               | 90               | 6                | 1 | 0                    | 1                    | 10                   |                      |                      |
| 2003-2004  | Flyers de Philadelphie | LNH        | 21  | 4                | 5                | 9                | 12               | -                | - | -                    | -                    | -                    |                      |                      |
| 2003-2004  | Coyotes de Phoenix     | LNH        | 28  | 8                | 7                | 15               | 16               | -                | - | -                    | -                    | -                    |                      |                      |
| 2004-2005  | Färjestads BK          | Elitserien | 10  | 1                | 6                | 7                | 10               | -                | - | -                    | -                    | -                    |                      |                      |
| 2005-2006  | Coyotes de Phoenix     | LNH        | 80  | 30               | 30               | 60               | 55               | -                | - | -                    | -                    | -                    |                      |                      |
| 2006-2007  | Coyotes de Phoenix     | LNH        | 24  | 7                | 13               | 20               | 20               | -                | - | -                    | -                    | -                    |                      |                      |
| 2006-2007  | Sénateurs d'Ottawa     | LNH        | 41  | 13               | 12               | 25               | 24               | 20               | 2 | 4                    | 6                    | 17                   |                      |                      |
| 2007-2008  | Islanders de New York  | LNH        | 76  | 21               | 28               | 49               | 87               | -                | - | -                    | -                    | -                    |                      |                      |
| 2008-2009  | Islanders de New York  | LNH        | 41  | 7                | 13               | 20               | 26               | -                | - | -                    | -                    | -                    |                      |                      |
| 2008-2009  | Sénateurs d'Ottawa     | LNH        | 22  | 3                | 4                | 7                | 6                | -                | - | -                    | -                    | -                    |                      |                      |
| 2009-2010  | Oilers d'Edmonton      | LNH        | 43  | 13               | 8                | 21               | 30               | -                | - | -                    | -                    | -                    |                      |                      |
| 2010-2011  | Penguins de Pittsburgh | LNH        | 21  | 1                | 5                | 6                | 18               | -                | - | -                    | -                    | -                    |                      |                      |
| Totaux LNH | Totaux LNH             | Totaux LNH | 568 | 167              | 192              | 359              | 425              | 32               | 4 | 6                    | 10                   | 27                   |                      |                      |

### En équipe nationale
| Année | Compétition          |   | PJ | B | A | Pts | Pun           |  | Résultat |
| 2002  | Championnat du monde | 7 | 1  | 2 | 3 | 10  | 6e place      |  |          |
| 2003  | Championnat du monde | 9 | 3  | 2 | 5 | 6   | Médaille d'or |  |          |
| 2006  | Championnat du monde | 9 | 3  | 1 | 4 | 10  | 4e place      |  |          |